# Добронравов Ігор Степанович
Ігор Степанович Добронравов (рос. Игор Степанович Добронравов; нар. 4 січня 1934 — пом. 25 липня 2014, Новгородська область) — радянський і російський спортивний публіцист, історик футболу. Керівник прес-центру ФК «Динамо» (Москва) в 1995—2003 роках. Автор книг про історію команд «Динамо» з футболу та з хокею з м'ячем — «На бессрочной службе футболу» (1999) і «Боль, лед и медные трубы. Хоккей с мячом в московском „Динамо“ за 80 лет. (1924—2004 годы)» (2005). Кандидат педагогічних наук.

## Життєпис
Закінчив філософський факультет Московського державного університету (1957), працював в області філософії, бібліографії, теорії та практики інформаційно-пошукових систем.
З кінця 1940-х років відвідував ігри команд московського «Динамо» з різних видів спорту. Один з організаторів і багаторічний керівник Громадського прес-центру московського стадіону «Динамо», який створено 1964 року. Входив до складу комісії пропаганди Федерації футболу СРСР.
У 1992—1995 рр. працював прес-аташе футбольного клубу «Динамо» Москва, у 1995—2003 роках — керівником динамівського прес-центру. Упродовж 2004—2011 років працював у журналу «Футбольная правда» та видавництві «Книжный клуб».
Автор багатьох публікацій з історії команд «Динамо» (Москва) з хокею з м'ячем, футболу, хокею з шайбою.